# Agrypnus binus
Agrypnus binus is een keversoort uit de familie van de kniptorren (Elateridae). De wetenschappelijke naam van de soort werd voor het eerst geldig gepubliceerd in 1889 door Ernest Candèze.